# Cuautepec de Hinojosa (kommun)
Cuautepec de Hinojosa är en kommun i Mexiko.   Den ligger i delstaten Hidalgo, i den sydöstra delen av landet, 110 km nordost om huvudstaden Mexico City. Antalet invånare är 45 527. Arean är 373 kvadratkilometer.
Terrängen i Cuautepec de Hinojosa är kuperad.
Följande samhällen finns i Cuautepec de Hinojosa:
- Cuautepec de Hinojosa
- Santa María Nativitas
- Almoloya
- Texcaltepec
- San Juan Hueyapan
- Buenos Aires
- Loma Bonita
- Tecocomulco de Juárez
- Santa Teresa de los Pinos
- Las Ánimas
- El Durazno
- Chacalapa
- Coatzetzengo
- Cima de Togo
- Chapultepec la Palma
- San Juan Tecocomulco
- San Rafael Mazatepec
- San José Vista Hermosa
- Cebaditas
- La Puerta del Yolo
- La Rayuela
- El Jarillal
- Las Canoas